# رولابيتانت
رولابيتانت الذي يُباع تحت الاسم التجاري فاروبي وغيره، هو دواء يستخدم لعلاج الغثيان والقيء الناجم عن العلاج الكيميائي. يُستخدم بشكل أكثر شيوعًا لعلاج الغثيان الذي يحدث بعد أكثر من 24 ساعة من العلاج الكيميائي.  يتم استخدامه إما عن طريق الفم أو عن طريق الحقن في الوريد. 
تشمل الآثار الجانبية الشائعة الفواق، والدوخة، والصداع، والتعب.   يتفاعل مع عشبة سانت جون.  يعمل عن طريق منع مناهضات مستقبلات إن كي1. 
تمت الموافقة على استخدام رولابيتانت للاستخدام الطبي في الولايات المتحدة في عام 2015.  وفي أوروبا في عام 2017 ولكن تم سحب هذه الموافقة لاحقًا.  في الولايات المتحدة تبلغ تكلفة الجرعة الواحدة حوالي 670 دولار أمريكي. 